# Tajniak
Tajniak, Podziemne Pismo Tajniak, Podziemne Pismo Tajniak przy Tajniak SA – papierowy i internetowy periodyk alternatywny powstały w 1993. W Internecie pojawił się pod koniec 1999, jako serwis Tajniak SA, który skupiał podserwisy: fotograficzną stronę zespołu Armia, stronę eksperymentalnej grupy muzycznej Banda Idiotów, alternatywną wersję strony ircowego kanału #trojka. Jako elektroniczny periodyk Tajniak zaistniał w lipcu 2000, kiedy to pojawiły się pierwsze elektroniczne wersje Tajniaka numerowanego. Początkowo internetowy Tajniak był miesięcznikiem, potem często ukazywał się nieregularnie.
W latach 2001–2002 Tajniak współpracował z produkowaną dla radiowej Trójki audycją „@@ w sieci” (prowadzenie: Paweł Kwaśniewski; produkcja: Marcin Maziarz ukrywający się pod pseudonimem Barman), dostarczając serwisy informacyjne. W czerwcu 2005 ukazał się ostatni oficjalny numer Tajniaka. Od tego czasu ukazują się dodatki, a stronę z czarnej przemalowano na białą.
W 2001 serwis osiągnął pewien rozgłos, współorganizując protesty słuchaczy przeciwko zmianom w radiowej Trójce. Pod hasłem Łapy Precz Od Trójki sprzeciwiał się jej komercjalizacji, od maja 2003 propagował bojkot tej stacji. Protest ostatecznie zakończony w lipcu 2006, kiedy to stanowisko dyrektora w Programie Trzecim Polskiego Radia objął Krzysztof Skowroński.
W Tajniaku publikowali m.in.: Piotr Bronny, Żyrafka (m.in. Telenowela), Marta Bilewicz (opowiadania), Malarz Seba (komiksy), poBłażej (komiksy), Krzysztof Fiołek z Alternarium (publicystyka; obecnie w Lampie), AJK, Chrabja, Tomasz Budzyński (poezja), kabaret Piętnaście Minut Przerwy, grupa poetycka Niedoszłe Małżeństwo, grupa poetycka Psycholand, Yenndza (obecnie wielbicielka Maleo; działa w PTOP jako „Marta B. z Żywkowa” w Natangii), Jolanta Rosa, GeRhArD (eseje; obecnie jako Paweł S.: Polskie Radio).
Tajniak prowadzi także działalność wydawniczą. Pod szyldem Podziemnej Oficyny Wydawniczej Tajniak wydano m.in. setki kartek pocztowych Malarza Seby, a także formy literackie twórców związanych z Tajniakiem. Pod szyldem Tajniak Rekords wydawano m.in. płyty Koherencji i Bandy Idiotów. W ramach Tajnika działało też studio nagrań i radiostacja nadająca na przełomie 2002 i 2003 audycje w Internecie. Z biegiem czasu przerodziła ona się w tzw. rozdzielnię eteryczną. Tajniak przyznaje też doroczne niszowe nagrody Tajniaki, początkowo tylko w kategorii „płyta roku”, a później także książka, audycja, czasopismo i film roku. Podziemna Radiostacja Tajniak wznowiła nadawanie w czerwcu 2010. W ramach internetowego Radia Wnet Krzysztofa Skowrońskiego w piątki „szaman z Tajniaka” – „mnich zdzich” prowadzi Audycję z Piwnicy.